# Puntuació Sonneborn-Berger
La Puntuació Sonneborn-Berger (o la puntuació Neustadtl) és un sistema de puntació que se sol fer servir en els desempats en els torneigs d'escacs. S'anomena així per Hermann Neustadtl, qui va proposar-ho en una carta publicada a Chess Monthly el 1882.
Sovint l'anomenem com la puntuació Sonneborn-Berger, encara que això és un nom inadequat, ja que tant Johann Berger com William Sonneborn eren realment molt crítics del sistema, i que varen proposar el seu propi sistema de desempat afegint-hi la puntuació de cada jugador, però això no ajudava a trencar els desempats, pel que mai va ser molt popular i no s'utilitza en l'actualitat.
Els mètodes de desempat més comuns en els torneigs d'escacs inclouen la puntuació Neustadtl Sonneborn-Berger, la puntuació d'un per un, la puntuació Koya, o afavorir els jugadors amb més victòries (o partides jugades amb negres). En els torneigs pel sistema suís és comú veure la comparació de la puntuació Buchholz o la suma de les puntuacions progressives.

## Puntuació Neustadtl Sonneborn - Berger
La puntuació Neustadtl Sonneborn - Berger d'un jugador es calcula sumant la suma de les puntuacions convencionals dels jugadors que ell/ella hagin derrotat, a la meitat de la suma de les puntuacions convencionals dels que ell/ella hagin fet taules.
El punt principal és donar més valor a les victòries/taules contra un jugador de classificació més alta, que el d'una victòria/taules contra un jugador classificació més baixa dins del torneig.
Atès que els jugadors poden compartir la mateixa puntuació Neustadtl, poden requerir altres mitjans de trencar els empats, els mètodes comuns inclouen tenir en compte la puntuació en les partides disputades entre els jugadors empatats o afavorir el jugador amb més victòries. Així, alguns torneigs no utilitzen Neustadtl per trencar desempats absoluts, com és el cas del (Linares, per exemple, que dona preferència al jugador amb més victòries) i altres no utilitzen cap mètode de desempat en absolut, compartint el premi metàl·lic que s'ofereixen als jugadors. En campionats o esdeveniments que actuen com torneigs de classificació per a altres, pot haver-hi un play-off d'escacs ràpids entre els jugadors empatats. Neustadtl continua sent el mètode de desempat més comú en els en els torneigs pel Sistema de tots contra tots, encara que en d'altres que utilitzen el sistema suís, la comparació de la puntuació Buchholz o la suma de les puntuacions progressives són més comunes.

### Exemple
Com a exemple del sistema utilitzat en un torneig, tenim la final del 1975–80 Campionat del món d'escacs per correspondència (cs indica la puntuació convencional i ns la puntuació Neustadtl):
```
                1 2 3 4 5 6 7 8 9 10 11 12 13 14 15 cs  ns
1. Sloth        X ½ ½ 1 ½ ½ 1 1 ½ 1  ½  1  1  1  1  11  69.5
2. Zagorovsky   ½ X 0 ½ 1 ½ 1 1 1 ½  1  1  1  1  1  11  66.75
3. Kosenkov     ½ 1 X ½ ½ ½ ½ ½ 1 1  ½  1  1  1  1  10½ 67.5
4. Khasin       0 ½ ½ X ½ 1 ½ 0 1 1  ½  1  ½  1  ½  8½  54.75
5. Kletsel      ½ 0 ½ ½ X ½ ½ ½ ½ 0  1  1  ½  1  1  8   47.75
6. De Carbonnel ½ ½ ½ 0 ½ X ½ ½ 0 1  ½  ½  0  1  1  7   45.25
7. Arnlind      0 0 ½ ½ ½ ½ X ½ 1 0  ½  ½  1  1  ½  7   42.5
8. Dunhaupt     0 0 ½ 1 ½ ½ ½ X 0 ½  1  0  1  ½  1  7   41.5
9. Maedler      ½ 0 0 0 ½ 1 0 1 X 1  ½  ½  ½  ½  1  7   41.5
10. Estrin      0 ½ 0 0 1 0 1 ½ 0 X  1  1  1  0  1  7   40.5
11. Walther     ½ 0 ½ ½ 0 ½ ½ 0 ½ 0  X  0  1  ½  1  5½  33.25
12. Boey        0 0 0 0 0 ½ ½ 1 ½ 0  1  X  ½  ½  1  5½  28.5
13. Abramov     0 0 0 ½ ½ 1 0 0 ½ 0  0  ½  X  ½  1  4½  24.75
14. Siklos      0 0 0 0 0 0 0 ½ ½ 1  ½  ½  ½  X  1  4½  22.75
15. Nun         0 0 0 ½ 0 0 ½ 0 0 0  0  0  0  0  X  1   7.75
```

Com podem veure, tant Jørn Sloth com Vladimir Zagorovsky varen acabar amb 11/14, però Sloth va ser declarat guanyador de Campionat del món d'escacs per correspondència per tenir millor puntuació Neustadtl.